# Libyan International Medical University
La Jamahiriya Universidad Médica Internacional (árabe: الجامعة الليبية الدولية للعلوم الطبية ) es una universidad privada establecida en Bengasi, Libia, con el propósito de la enseñanza de medicina. Es la primera universidad de medicina privada en Libia. También es la única universidad privada acreditada médica de Libia.
Sus puertas se abrieron a los estudiantes matriculados el 15 de octubre de 2007. De acuerdo con las referencias universitarios, más de 200 estudiantes se habían inscrito en virtud de sus facultades:
- Facultad de Ciencias Médicas Básicas
- Facultad de Medicina
- Facultad de Odontología
- Facultad de Farmacia
- Facultad de Tecnología de la Información
- Facultad de Enfermería

Uno de los puntos principales de la universidad es su enfoque en las internacionales y cumplir con el nivel de otros institutos de enseñanza médica internacionales. La política de la enseñanza emula los de muchas universidades establecidas y es principalmente el aprendizaje basado en problemas .
El Comité Nacional de Aseguramiento de Calidad de Libia visitó todas las universidades para evaluarlas sobre dos bases: instalaciones y programas. La Jamahiriya International Medical University alcanzado una posición muy avanzada en esta evaluación en ambos aspectos.
El Ministerio de Salud de Libia concedió estudiantes LIMU el privilegio de formación en los centros y hospitales nacionales de atención de la salud.

## Aprendizaje basado en problemas
Desde el establecimiento de LIMU, un objetivo claro era utilizar el aprendizaje basado en problemas del sistema (PBL). En 2009, con la inscripción de su tercer lote, este sistema se puso en práctica a partir de su primer semestre. LIMU es la única universidad médica en Libia que utiliza este sistema moderno y una de las pocas universidades en el mundo árabe.
Una serie de investigaciones ha demostrado que el PBL fue más eficaz que los métodos tradicionales de la medicina enseñanza. En general, se encontró para promover la integración de los conceptos, además de aumentar la habilidad de los estudiantes con los pacientes.
- Datos: Q3648090